# 1883年5月6日日食
1883年5月6日日食为一次在协调世界时1883年5月6日出現的日全食。該次日食食分為1.0634，食甚維持5分58秒。

## 概述
這次日食的食分是1.0634，全食維持5分58秒。

## 基本參數
- 類型：日全食
- 食甚資料：
  - 日期：1883年5月6日
  - 時間：21時53分49秒
  - 地點：8S 145W
  - 食分：1.0634
  - 日全食持續時間：5分58秒

## 外部連結
- NASA日食專頁（页面存档备份，存于）（英文）